# Gerard Philips (Industrieller)

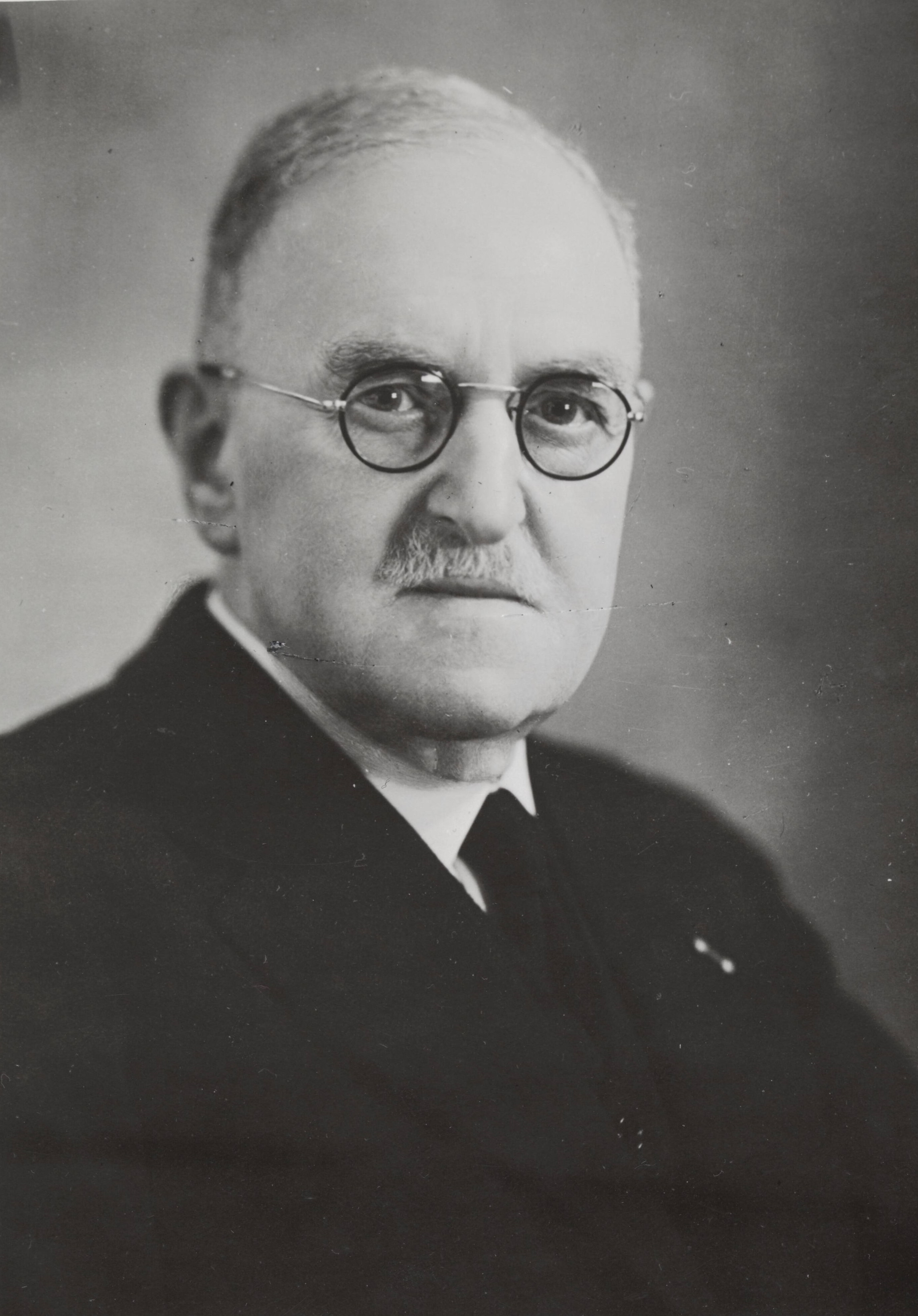
Gerard Philips

Gerard Leonard Frederik Philips  (* 9. Oktober 1858 in Zaltbommel; † 25. Januar 1942 in Den Haag) war ein niederländischer Industrieller. Zusammen mit seinem Vater Frederik Philips war er Mitbegründer der Firma Philips als Familienunternehmen im Jahre 1891. Gerard und sein jüngerer Bruder Anton Philips veränderten das Geschäft  durch Gründung der N.V. Philips Gloeilampenfabrieken (Philips Glühlampenfabriken) im Jahre 1912. Als erster CEO der Philips Corporation legte Gerard mit Anton die Basis für den multinationalen Philips-Konzern.